# I chierichetti
I chierichetti (The Choirboys) è un romanzo police procedural del 1975 scritto da Joseph Wambaugh, ufficiale del Dipartimento di Polizia di Los Angeles. Edito in Italia da Rizzoli, è il numero 128 della serie Superbur. Nel 1995 la Mystery Writers of America lo inserisce come numero 93 tra I migliori cento romanzi gialli di tutti i tempi. 
I chierichetti è una parodia tragicomica sugli effetti del lavoro della polizia urbana sui giovani ufficiali. Narra delle gesta di un gruppo di agenti di polizia di Los Angeles nella divisione Wilshire Boulevard, mentre è in corso un'indagine su una presunta sparatoria avvenuta al MacArthur Park, un frequente ritrovo notturno del gruppo. Poiché il parco è situato al di fuori delle loro divisioni, diviene il luogo ideale di ritrovo del gruppo, in quanto segue il principio: "non si fa merda nel proprio nido".
Il gruppo è composto da dieci agenti di pattuglia della turnazione notturna e conduce regolarmente riunioni di fine turno che eufemisticamente chiamano "pratiche del coro" (nome dato per nascondere la loro vera natura ai superiori, ma in realtà riferimento sardonico). Queste "pratiche del coro" comportano quasi sempre abuso di alcolici, lamentele sui superiori e storie di guerra (occasionalmente, sesso di gruppo con un paio di bariste lussuriose e sovrappeso).
Ognuno degli ufficiali è disilluso, a vari livelli, soprattutto per il fatto che molte delle persone che sono pagate per proteggere non sono diverse dai sospettati che arrestano e che i ridicoli regolamenti del loro dipartimento sono applicati a loro mentre i comandanti (senza competenze nel lavoro di polizia) possono astenersene ipocritamente. I ritratti dei dieci ufficiali sono archetipi di varie personalità che si trovano nei dipartimenti di polizia nel 1970, anche se ben disegnati, le descrizioni più taglienti sono riservate per il brutale "ufficiale guantato nero", Roscoe Rules. Il tema del suicidio di un agente di polizia (noto anche come "mangiare la tua pistola"), tema che attraversa molti dei libri di Wambaugh, fornisce una cupa corrente sotterranea all'umorismo nero del romanzo e suggerisce una motivazione subconscia per le loro attività.
A causa della popolarità del libro, il termine gergale "pratica del coro" è diventato un eufemismo piuttosto popolare per le attività ricreative fuori servizio, anche se non coinvolge l'alcolismo. Il romanzo è considerato un atto d'accusa alla gerarchia del LAPD in diversi modi: l'antipatia e la diffidenza dei ragazzi del coro nei confronti degli ufficiali di comando, il modo in cui sono state gestite le indagini sulla sparatoria, e l'atteggiamento apatico di molti dei loro superiori riguardo alle pressioni che gli ufficiali devono affrontare. Wambaugh, tuttavia, riassume la condotta dei ragazzi del coro sia in servizio che fuori servizio facendo commentare al sergente Yanov, il loro supervisore di campo, al suo superiore la conclusione: "Solo che non erano ‘’dei turbolenti’’... Erano semplicemente dei poliziotti. Dei ragazzi piuttosto comuni. Magari un po' più soli degli altri. Forse si riunivano in branco quando si sentivano più soli del solito. O avevano paura".
I precedenti romanzi di Wambaugh sul LAPD, I nuovi centurioni e Il cavaliere blu, erano stati ritratti convenzionali e diretti delle sue esperienze. Con "I ragazzi del coro" Wambaugh "trovò il suo stile", da questo romanzo in poi i suoi scritti, spesso venati di commedia nera, furono una parodia non solo del mondo della polizia di Los Angeles ma anche del cinema statunitense. Wambaugh, divenuto un autore di successo, si dimise dal LAPD dopo quattordici anni di servizio per pubblicare questo romanzo, senza punizioni da parte di coloro di cui aveva fatto una caricatura. Il romanzo è significativo anche in quanto Wambaugh ha attinto agli aneddoti bizzarri di altri (che definisce "cop talk") per fornire materiale al suo scritto dopo aver precedentemente attinto alle sue esperienze.

## Trama

### 7-A-1: Spermwhale Whalen e Baxter Slate
All'età di 52 anni, Herbert "Spermwhale" Whalen è il più vecchio e il più duro dei ragazzi del coro. Tuttavia, a differenza di Roscoe Rules, non è "una puntura insopportabile", anche se ha lo stesso disprezzo per la maggior parte dei civili, i vertici della polizia e i supervisori delle stazioni e tutti i membri del Dipartimento del Servizio Civile. Un veterano con diciannove anni di carriera militare, Whalen, considera un debuttante chiunque abbia servito per meno tempo. Whalen è stato pilota da trasporto nella seconda guerra mondiale, nella guerra di Corea e nella guerra del Vietnam. Ha raggiunto il grado di maggiore come riservista della riserva dell'aeronautica militare nella Aeronautica Militare statunitense. Whalen è l'unico ragazzo del coro che non ha mai frequentato il college. Porta una foto segnaletica tagliata di suo figlio morto perché è l'ultima foto scattata prima della sua morte. È stato sposato tre volte e dice di rispettare di più la seconda moglie perché lei ha avuto la forza di prenderlo per quasi tutto ciò che possedeva.
Baxter Slate, quasi 27 anni, è un bel cinico con una laurea in letteratura classica, che considera inutile; sa raccontare barzellette sporche in latino e si diverte confondendo Roscoe Rules con il suo vocabolario forbito. Esteriormente, Slate sembra essere il più stabile degli ufficiali, ma è tormentato da demoni interiori, in particolare cicatrici emotive da casi di abusi su minori in quanto ha fatto parte della polizia minorile. Viene spinto al suicidio a causa della sua vergogna nell'essere stato inavvertitamente catturato da Sam Niles in un incontro umiliante con una dominatrice.

### 7-A-29: Sam Niles e Harold Bloomguard
Sam Niles e Harold Bloomguard, entrambi di 26 anni, sono, come molti agenti di polizia dell'epoca, veterani del Vietnam, Marines. Furono intrappolati insieme in una grotta dell'esercito nord vietnamita durante il loro tour. Harold trovò una figura paterna in Sam e lo seguì nel LAPD, dove entrambi ottennero lauree nel loro tempo libero.
In superficie Niles è il dominante dei due. Da un contesto di povertà e abusi, Niles è a disagio con tutte le relazioni, sposando frettolosamente una coetanea di università, divorziato altrettanto rapidamente. Sebbene tolleri il suo partner, lo teme anche perché Harold conosce la sua vergogna e il suo segreto più intimi, la debolezza impotente mostrata nella grotta. Bloomguard è l'opposto. È un debole fisico ed emotivo si è attaccato a Sam Niles e adora il suo partner. Mentre Niles non ha avuto difficoltà a soddisfare tutti i requisiti di selezione della polizia, Bloomguard, che a malapena ha soddisfatto i requisiti di altezza, si è ingozzato di cibo ipercalorico per tre giorni solo per soddisfare il requisito di peso. Bloomguard è un protettore delle anatre al MacArthur Park e di altri piccoli e mansueti animali del parco.
A causa della sua esperienza in Vietnam, Niles sviluppò una grave claustrofobia, che divenne un fattore chiave nella sparatoria di MacArthur Park. Harold Bloomguard è stato la "forza trainante dietro l'inizio della pratica del coro di MacArthur Park".

### 7-A-33: Spencer Van Moot e Willie Wright
A 40 anni, Spencer Van Moot è il secondo più anziano dei ragazzi del coro e il loro "grande fornitore", sfruttando al massimo i pasti gratuiti, le sigarette e altre mance offerte agli ufficiali in uniforme dalle aziende all'interno della giurisdizione della divisione. È anche un conoscitore di cibo e moda e trascorre gran parte del tempo alle prove del coro lamentandosi del suo terzo matrimonio fallito.
"Padre" Willie Wright è un ufficiale di 24 anni, basso e paffuto. Un convertito e completamente devoto Testimone di Geova, Padre Willie è, come il suo compagno, in un matrimonio infelice, ma nel suo caso, la sua infelicità è dovuta principalmente a una moglie ossessivamente religiosa che preferirebbe distribuire Torre di Guardia rivista porta a porta nei suoi giorni liberi piuttosto che fare sesso con lui. Wright si unì ai coristi per solitudine e frustrazione. I suoi sermoni sono guidati dal senso di colpa, sui mali del bere e dell'infedeltà coniugale, nonostante il fatto che si impegni frequentemente in entrambi, gli valsero il soprannome di "Padre" Willie Wright.

### 7-A-77: Calvin Potts e Francis Tanaguchi
Calvin Potts, 28 anni, è un ufficiale nero recentemente divorziato e alcolizzato come il resto della sua classe media di Baldwin Hills. Il padre della sua ex moglie è uno dei migliori avvocati neri di Los Angeles che ha convinto il giudice del divorzio a ordinare a Potts di pagare quasi la metà del suo stipendio in alimenti e mantenimento dei figli, in modo che Potts vada al lavoro su una vecchia bicicletta di Schwinn.
Francis Tanaguchi, 25 anni, è un giapponese-americano di terza generazione cresciuto nel barrio di Los Angeles, e "indiscutibilmente, il più grande dolore sulla ronda notturna alla stazione Wilshire". Crede, in fondo, di essere più ispanico che asiatico e fa di tutto per de-enfatizzare le sue origini giapponesi. Francis è anche un burlone pratico incallito, una volta finge di essere un vampiro per tre settimane e sospettato di essere dietro l'anonima voce femminile sensuale soprannominata "The Dragon Lady" che fa telefonate anonime alle case dei ragazzi del coro nel cuore della notte. Potts e Tanaguchi sono collettivamente indicati come "Il Giallo e Il Nero".

### 7-A-85: Roscoe Rules e Dean Pratt
Henry "Roscoe" Rules, 29 anni, è un veterano di cinque anni del LAPD. È brutale e cattivo, un bullo. Fu soprannominato "Roscoe" durante una prova del coro quando si riferì al suo speciale.38 della polizia come "roscoe" dopo aver visto un film di Humphrey Bogart in televisione. Di tutti gli ufficiali, è quello più intento a dimostrare di essere il poliziotto più duro della forza e si riferisce alle persone che non gli piacciono (che è quasi tutti) come "scroti" (abbreviazione di scroto). La parola fu coniata da Padre Willie Wright per Roscoe da usare in riferimento alle persone poiché Rules riteneva che la parola "stronzo" fosse abusata nel lavoro di polizia e la parola rottiinculo troppo lunga della parola "scroto" usata da Roscoe Rules, Baxter Slate scherza sul fatto che è "una filosofia in una parola". Rules odia la città e vive in un ranch a sessanta miglia da essa, "a est di Chino".Per descrivere quanto siano meschine le regole di Roscoe, i colleghi ufficiali hanno creato uno scherzo interno sul fatto che Roscoe Rules "distribuiva asciugamani nelle docce di Auschwitz". Dean "cosavuoldire Dean" Pratt, 25 anni, è uno scapolo che teme Roscoe e si inchina ad ogni suo impulso. Pratt è noto per non essere in grado di tollerare anche quantità moderate di alcol. Quando è ubriaco, Dean è incapace di sostenere anche la più semplice delle conversazioni. "Qualsiasi domanda, dichiarazione, chiacchiera sarebbe soddisfatta da un'idiota frustrante e esasperante doppia supplica: "Non capisco. Non capisco". Oppure, "Cosa sta cercando di dire? Cosa sta cercando di dire?" O, più frequentemente: "Cosa significa? Cosa significa?""

## Opere derivate
Nel 1977, I ragazzi del coro è stato adattato in un film interpretato da Charles Durning, Perry King, James Woods, Louis Gossett Jr. e Randy Quaid. Il film non ebbe successo e fu bandito dalla critica. L'intero finale è stato cambiato per il film, e i critici si sono lamentati del fatto che mentre il libro mostrava gli agenti di polizia come personaggi comprensivi, il film li dipingeva come un gruppo di cretini ubriachi. Wambaugh stesso rifiutò di associare il suo nome al film, poiché lo considerava un'interpretazione estremamente povera del suo romanzo. Per questo motivo non è accreditato.  Diversi personaggi hanno cambiato i loro nomi rispetto a quelli che erano stati nel romanzo: Sam Niles - Sam Lyles, Calvin Potts - Calvin Motts, Willie Wright - "Padre" Sartino, Dean Pratt - Dean Proust.

## Edizioni
- Joseph Wambaugh, I ragazzi del coro, collana Superbur n° 128, 1978  [1975],  p. 432.